# Chaetonotus pravus
Chaetonotus pravus is een buikharige uit de familie van de Chaetonotidae. De wetenschappelijke naam van de soort werd voor het eerst geldig gepubliceerd in 2013 door Kolicka, Kisielewski, Nesteruk en Zawierucha.

## Voorkomen
De soort komt voor in zoet water.